# Герашовиці
Герашовиці (пол. Gieraszowice) — село в Польщі, у гміні Лонюв Сандомирського повіту Свентокшиського воєводства.
Населення — 234 особи (2011).
У 1975-1998 роках село належало до Тарнобжезького воєводства.

## Демографія
Демографічна структура на день 31 березня 2011 року:
|          | Загалом | Допрацездатний вік | Працездатний вік | Постпрацездатний вік |
| -------- | ------- | ------------------ | ---------------- | -------------------- |
| Чоловіки | 114     | 18                 | 83               | 13                   |
| Жінки    | 120     | 19                 | 69               | 32                   |
| Разом    | 234     | 37                 | 152              | 45                   |